# The Cure
The Cure — англійський рок-гурт, утворений в Кроулі (англ. Crawley, Сассекс, Англія) 1978 року. За час існування склад гурту неодноразово змінювався. Лише Роберт Сміт, будучи фронтменом, вокалістом, гітаристом та композитором, є єдиним постійним учасником гурту. Гурт виник наприкінці 1970-х, під час буму пост-панку та нової хвилі, що прийшли у Великій Британії на зміну панк-року. Його дебютом стали сингл «Killing an Arab» і альбом Three Imaginary Boys (1979). На початку 1980-х The Cure записували нігілістичні, похмурі та наповнені трагізмом роботи, які відіграли важливу роль у формуванні готичного року.
Після випуску Pornography (1982) подальше існування гурту було під питанням, і Сміт вирішив змінити його імідж. Починаючи з синглу «Let's Go to Bed» (1982) The Cure все частіше стали записувати легкі, орієнтовані на поп-сцену пісні. B кінці 1980-х завдяки серії вдалих альбомів популярність The Cure росла, в тому числі в США, де сингли «Lovesong», «Just Like Heaven» та «Friday I'm in Love» потрапили в Billboard Hot 100. До початку 1990-х The Cure стали одним з найпопулярніших гуртів в жанрі альтернативного року. Станом на 2004 рік сумарні продажі всіх альбомів становили 27 мільйонів копій.
За понад тридцять років The Cure випустили тринадцять студійних альбомів та тридцять дев'ять синглів.
Британський рок-гурт The Cure підтримав українців, які постраждали внаслідок вторгнення Росії в Україну 24 лютого 2022 року, створенням мерчу з цитатою з пісні Lovesong: «Як би далеко ти не була — я завжди любитиму тебе». Напис англійською мовою виконано у жовто-синіх кольорах українського прапора. Гроші від купівлі футболки надходитимуть організації ООН, яка займається допомогою українським біженцям.

## Історія

### Попередники The Cure (1973—1978)
Попередником The Cure був гурт The Obelisk, створений учнями середньої школи Нотр-Дам в англійському місті Кроулі, Західний Сассекс. Єдиний його виступ відбувся в квітні 1973 року. Тоді гурт складався з Роберта Сміта (піаніно), Майкла Демпсі (гітара), Лоуренса «Лола» Толхерста (ударні), Марка Секкано (соло-гітара) та Алана Гілла (бас-гітара). В січні 1976 року Секкано заснував гурт Malice, до якого входили Сміт, Демпсі і ще два однокласника з католицької школи Сент-Вілфрід. Секкано незабаром покинув Malice і заснував команду Amulet, яка грала в стилі джаз-рок. Натхненні панк-роком, який захопив в той час Великої Британію, учасники Malice в січні 1977 року стали знані як Easy Cure. До цього часу в їхній склад влилися барабанщик Лоуренс Толхерст та соло-гітарист Порл Томпсон. Після декількох невдалих спроб знайти гідного кандидата на роль вокаліста, Сміт у вересні 1977 року сам став фронтменом.
Приблизно в ці ж роки Easy Cure перемогли в конкурсі талантів німецького лейблу Hansa Records та отримали право укласти контракт зі студією. Музиканти записали для лейблу кілька пісень, але жодна з них так і не вийшла. Через розбіжності з керівництвом студії контракт був розірваний в березні 1978 року. Роки потому Сміт заявив в інтерв'ю: «Ми були дуже молоді. Боси студії хотіли зробити з нас поп-гурт та просили записувати аранжування на відомі хіти, але нам це не було цікаво». Томпсон пішов з гурту в травні, а тріо (Сміт, Толхерст та Демпсі) взяло назву The Cure, яке запропонував Роберт.

### Перші релізи (1978—1980)
Того ж місяця гурт провів свої перші студійні сесії як тріо і розіслав демо-запис десяткам великих звукозаписних лейблів. Це принесло свої плоди: у вересні 1978 року скаут (розвідник) рекорд-лейблу Polydor Records Кріс Перрі запросив молодих артистів в нову студію Fiction Records, що відбрунькувалися від Polydor. Однак Fiction не була повністю облаштована та готова до роботи, тому The Cure в грудні 1978 року випустили свій дебютний сингл «Killing an Arab» на маленькому лейблі Small Wonder Label. Раніше The Cure зіграли цю пісню в ефірі передачі впливового діджея Джона Піла. Через провокаційну назву «Killing an Arab» отримав змішані оцінки. Гурт звинувачували в расизмі, але насправді пісня була написана під натхненням від повісті французького письменника Альбера Камю «Сторонній». Під час видання синглу на Fiction в 1979 році гуртові довелося помістити на обкладинку синглу напис, який заперечував будь-які расистські конотації. Рання стаття NME про гурт називала The Cure «ковтком свіжого приміського повітря в атмосфері столичної кіптяви та бруду».
The Cure видали свій дебютний альбом Three Imaginary Boys в травні 1979 року. Через малий досвід гурту в студійній роботі Перрі та звукорежисер Майк Хеджес повністю контролювали хід запису. Музиканти, особливо Сміт, були не дуже задоволені своїм дебютом. В інтерв'ю 1987 року Роберт сказав: «Поверхнева робота, вона мені не подобалася навіть під час запису. Було багато зауважень, що альбом звучить занадто примітивно, і я думаю, що вони виявилися виправданими. Навіть коли ми закінчили його, я все ще хотів внести певні зміни».
Другий сингл «Boys Don't Cry» вийшов в червні. Після цього як розігріваюча група The Cure вирушили в турне з Siouxsie and the Banshees з нагоди виходу у останніх альбому Join Hands. Тур тривав з серпня по жовтень та охопив Англію, Північну Ірландію та Уельс. Під час туру Сміту доводилося щовечора виступати в складі одразу двох гуртів, оскільки гітарист The Banshees Джон Маккей покинув гурт. Цей досвід дуже сильно вплинув на Роберта: «У першу ніч виступи з The Banshees я був вражений тим, наскільки добре я можу грати подібну музику. Вона так відрізнялася від музики The Cure. До цього моменту я хотів, щоб ми грали щось подібне до Buzzcocks, Елвіса Костелло або припанкованих The Beatles. Будучи одним з Banshee, я повністю поміняв свої погляди».
Третій за рахунком сингл «Jumping Someone Else's Train» вийшов у світ в жовтні 1979 року. Трохи пізніше Демпсі звільнили з гурту через неприйняття матеріалу, який Сміт надав для запису нового альбому. Демпсі став учасником гурту Associates, а до The Cure приєдналися Саймон Геллап (бас-гітара) та Метью Гартлі (клавішні) з колективу The Magspies. The Cure, The Passions та Associates на розігріві — всі три гурти мали контракти з Fiction Records — в листопаді-грудні 1979 року провели Future Pastimes Tour по Англії. The Cure зміненим складом виконували і кілька пісень з майбутнього альбому. Одночасно з цим Сміт, Толхерст, Демпсі, Геллап, Гартлі та Томпсон, їхні друзі та родичі на бек-вокалі та місцевий листоноша Френкі Белл як основний вокаліст випустили вініловий сингл «I'm a Cult Hero» під вигаданим ім'ям Cult Hero.

### Готичний період творчості (1980—1982)

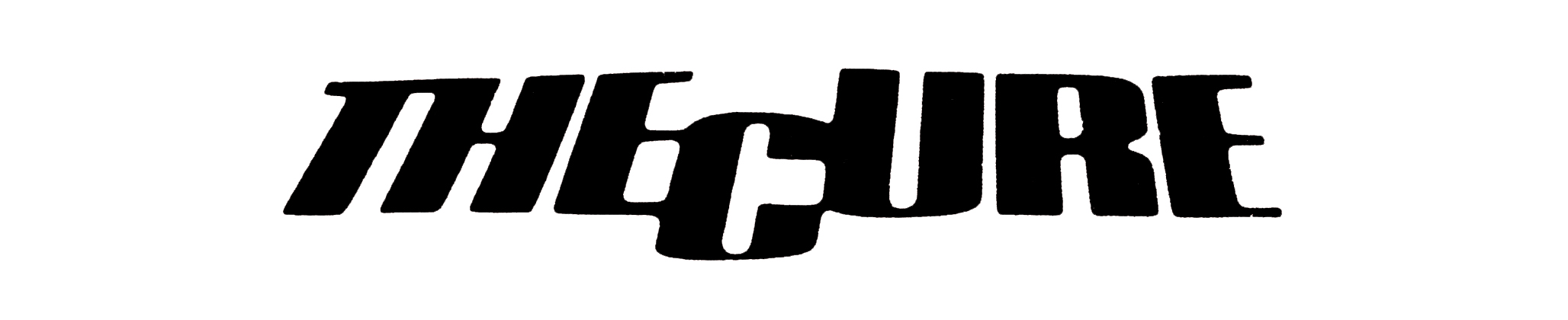
Перший логотип The Cure (1979—1982).

Оскільки при зведенні першої платівки гурт не повністю контролював процес запису, Сміт більш уважно підійшов до запису другого альбому Seventeen Seconds, який він продюсував в тандемі з Майком Хеджесом. Seventeen Seconds вийшов в 1980 році і досяг 20 позиції в офіційному британському чарті. Альбомний сингл «A Forest» став першим хітом гурту, зайнявши 31 позицію в національному чарті. На новій платівці The Cure відійшли від поп-настрою першого альбому: сюжети пісень песимістичні або зовсім безвихідні. Хеджес назвав новий запис «похмурим, атмосферним і зовсім відмінним від Three Imaginary Boys». У рецензії на альбом журналіст NME зазначив: «Здається неймовірним, що такий молодий гурт як The Cure подолав таку відстань за такий короткий проміжок часу». У той же час Сміт болісно сприйняв створену в пресі концепцію «анти-іміджу» гурту. Роберт публічно заявляв, що вже ситий по горло натяками на «анти-імідж», який приписували гурту, вважаючи, що вона таким чином продумано маскує простоту своєї творчості. За його словами, «ми повинні були відірвати від себе цей анти-імідж, який ми ніколи не створювали. Таке відчуття, що ми намагалися бути якимись незрозумілими. Ми просто не любимо штампи в рок-музиці. Але все це вийшло з-під контролю». У тому ж році Three Imaginary Boys вийшов на американський ринок під назвою Boys Don't Cry. Альбом змінив обкладинку, і в нього додали сингли, що вийшли в 1979 році. The Cure вирушили в своє перше світове турне на підтримку нових релізів. Після туру Метью Гартлі покинув гурт. «Я прийшов до висновку, що гурт рухався в бік похмурої суїцидної музики, а це не зовсім те, що мене цікавить», — говорив він.
Гурт разом з Майком Хеджесом зібрався для роботи над своїм третім альбомом Faith (1981), який продовжував тему страждань, розпочату Seventeen Seconds. Альбом досяг 14 позиції у британському чарті. На касетах також був присутній інструментальний саундтрек до фільму «Carnage Visors». Ця анімаційна робота показувалася перед початком виступів гурту під час Picture Tour 1981. В самому кінці того ж року вийшов сингл «Charlotte Sometimes», що не увійшов до альбому. У цей період настрій альбомів передавався самим музикантам: The Cure відмовлялися виконувати ранні пісні, а іноді Сміт, який увійшов в образ, залишав сцену після концерту весь у сльозах.
У 1982 році The Cure записали і випустили альбом Pornography, який закріпив за гуртом статус лідерів сцени готичного року. Сміт зізнався, що під час роботи в студії він «переживав серйозний емоційний стрес. Але це не мало ніякого відношення до гурту, просто я перейшов на новий щабель, я виріс, і змінилися погляди на життя. Думаю, я підійшов до запису, перебуваючи на самому дні. Озираючись назад і вислуховуючи думки людей, що оточували мене, я розумію, що був скоріше чудовиськом в обличчі людини». Геллап так згадував про альбом: «Нас захопив нігілізм […] Ми співали: „Зовсім неважливо, якщо ми всі помремо“ — і адже ми справді так думали тоді». Кріс Перрі був стурбований тим, що на альбомі не було хіта для радіо, і попросив Сміта і продюсера Філа Торнеллі підготувати пісню «The Hanging Garden» для випуску у вигляді синглу. Попри зовсім не мейнстрімне звучання платівки Pornography, проте, став першою роботою гурту, що потрапила в Топ 10 британського чарту, досягнувши восьмого номера. На підтримку альбому стартував тур Fourteen Explicit Moments, під час якого гурт вперше почав виходити на сцену у своєму класичному образі — з масивними зачісками і великою кількістю розмазаної губної помади на обличчі. Під час турне відбулося кілька інцидентів (у тому числі бійка з Робертом), які підштовхнули Саймона Геллапа до відходу з гурту. Геллап і Сміт не розмовляли протягом вісімнадцяти місяців після сварки.

### Зростаючий комерційний успіх (1983—1986)

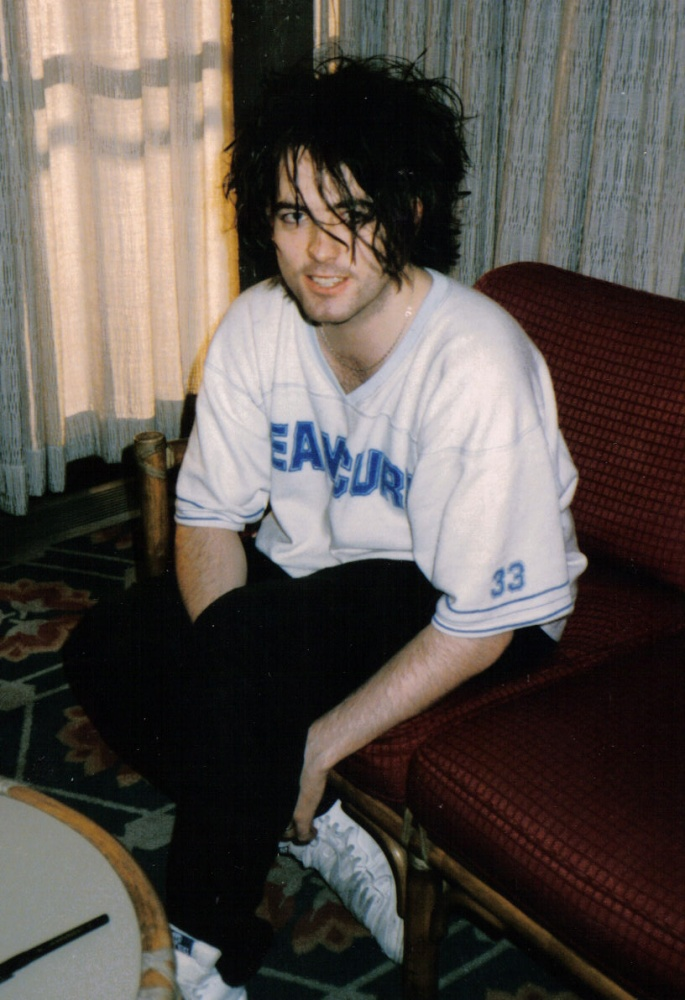
Сміт в 1985 році.

Відхід Геллапа з гурту і співробітництво Сміта з Siouxsie and the Banshees породили чутки про розпад The Cure. В грудні 1982 року Роберт зауважив в інтерв'ю виданню Melody Maker: «Чи продовжить The Cure своє існування? Я постійно ставлю собі це запитання […] я не думаю що зможу і далі працювати в тому ж форматі. Що б не трапилося, я, Лоуренс і Саймон ніколи не будемо разом. Я в цьому упевнений».
Перрі був дуже зацікавлений у збереженні найприбутковішого гурту свого лейблу. Він прийшов до висновку, що The Cure потрібно змінити музичний стиль. Перрі наполегливо доносив свою думку до Сміта і Толхерста; за його словами, «ці слова переважно призначалися Сміту, який хотів покінчити з The Cure в будь-якому випадку». З Толхерстом, який перекваліфікувався на клавішника, Сміт наприкінці 1982 року записав сингл «Let's Go to Bed». Попри те, що Сміт розглядав сингл як прохідну і «дурну» пісню для преси, сингл досяг певного успіху і зайняв 44 рядок в чарті Великої Британії. Потім, вже в 1983 році, вийшли два найуспішніших сингли: синтезаторний «The Walk» в дусі New Order (12 рядок в чарті) і оснований на джазових мелодіях «The Lovecats». Останній став першим синглом, що потрапив в Топ 10 британського чарту, він піднявся на сьомий рядок. До Різдва ці сингли і бі-сайди, видані до них, вийшли як збірник Japanese Whispers, який планувався для продажу тільки в Японії, але рекорд-компанія вирішила поширити його в усьому світі. В цей же період Сміт і басист The Banshees Стівен Северін заснували гурт The Glove, з яким записали альбом Blue Sunshine. В цей же час Толхерст продюсував перші два сингли і дебютний альбом гурту And Also the Trees.
В 1984 році The Cure видали альбом The Top, в якому чітко простежується вплив психоделічного року. Роберт зіграв на всіх інструментах, крім ударних, які зайняв Енді Андерсон, і саксофона, на якому грав Порл Томпсон, що повернувся до гурту. Альбом увійшов в десятку найкращих у Великій Британії і став першою роботою The Cure, яка потрапила в національний чарт США Billboard 200, досягнувши 180 рядку. Melody Maker похвалив альбом, назвавши його «психоделією, що не має віку». The Cure у складі Сміта, Томпсона, Андерсена і продюсера Філа Торнеллі на бас-гітарі вирушили в світовий тур Top Tour. За результатами цього туру вийшов перший концертний альбом Concert: The Cure Live. Під час концертів в Японії з гурту звільненили Енді Андерсен за погром, влаштований ним в кімнаті готелю. За ударну установку запросили Бориса Вільямса. Філіп Торнеллі також залишив гурт, але вже через втому і постійні переїзди. Місце басиста, ненадовго, було вакантне: так як технік The Cure Гері Біддлз зміг помирити Сміта і Геллапа, який у той час грав у гурті Fools Dance. Роберт був у захваті від повернення Саймона. В інтерв'ю Melody Maker він заявив: «Ми знову стали гуртом».
В серпні 1985 року в новому складі гурт видав альбом The Head on the Door. На цій платівці музиканти поєднали мелодійні і песимістичні мотиви, з яких у всіх попередніх роботах переважало щось одне. Альбом досяг 7 рядку у Великій Британії і вперше для The Cure потрапив в Топ 75 в США, досягши 59 рядку. Міжнародний успіх спіткав і два сингли з цього альбому: «In Between Days» та «Close to Me». 1986 року, після світового туру на підтримку альбому, The Cure видали збірку синглів Standing on a Beach в трьох форматах, кожен — з трек-листом, що відрізнявся. На збірці були, зокрема, перевидані «Boys Don't Cry» (в новій версії), «Let's Go to Bed» та «Charlotte Sometimes». Збірник потрапив в Топ 50 в США. Також вийшов збірник Staring at the Sea, що містив добірку відеокліпів на композиції з основної компіляції. Турне, яке пройшло в підтримку збірки, стало основою для нового концертного альбому The Cure in Orange, записаного в Франції. В цей період The Cure став дуже популярним гуртом в Європі, зокрема, в країнах Бенілюксу, Франції і Німеччини, і змусив говорити про себе в США.

### Kiss Me, Kiss Me, Kiss Meі світовий успіх (1987—1993)
В травні 1987 році The Cure видали перший альбом з «великої трійки», Kiss Me, Kiss Me, Kiss Me, що досяг 6 і 35 рядків у Великій Британії та США, відповідно. Успіх першого синглу «Why Can't I Be You?» був закріплений третім синглом «Just Like Heaven», який потрапив в Billboard Top 40 і став однією з найвідоміших та значущих робіт гурту. Після виходу альбому The Cure в липні розпочали Kissing Tour, під час якого в Толхерста з'явилися проблеми з алкоголем, і він незабаром зрозумів, що не в змозі повноцінно виступати на концертах. На його місце запросили Роджера О'Доннелла з гурту The Psychedelic Furs. 1988 року The Cure видали The Peel Sessions, запис виступу тоді ще молодого гурту на радіо у Джона Піла в грудні 1978 року.
В травні 1989 році в світ вийшов альбом Disintegration. Платівка віддавала похмурою атмосферою готичного звучання в традиціях Faith і Pornography. Три сингли з альбому потрапили в Топ 30 у Великій Британії і Німеччині («Lullaby», «Lovesong» та «Pictures of You»), а сам альбом дебютував на третій позиції в національному чарті Великої Британії і дістався до 12 позиції в Billboard 200. «Fascination Street», перший сингл, що вийшов тільки на території Америки, досяг першої позиції в чарті Hot Modern Rock Tracks, але цей успіх досить швидко затьмарило інше досягнення — третій сингл «Lovesong» зайняв другий рядок в Billboard Hot 100, ставши єдиною піснею The Cure, що потрапляла в Топ 10 синглів в США.
Під час запису Disintegration гурт поставив ультиматум Сміту — або йде Толхерст, або інші музиканти. В лютому 1989 року вихід Толхерста з гурту був офіційно підтверджений у ЗМІ. Таким чином Роджер О'Доннелл став повноправним членом The Cure, а Сміт залишився єдиним музикантом, який був у гурті з моменту заснування. Сміт стверджував, що Толхерст перестав прикладати достатньо зусиль і зловживав алкоголем. Оскільки Лоуренс значився в складі гурту під час запису Disintegration, то був згаданий в буклеті до альбому як людина, що грала на «інших інструментах», хоча достеменно відомо, що в створенні платівки він абсолютно ніяк не брав участі. The Cure також вирушили в масштабний Prayer Tour, який пройшов з величезним успіхом.
В травні 1990 року Роджер О'Доннелл покинув гурт і місце клавішника зайняв Перрі Бамонте. В листопаді The Cure випустили збірник реміксів Mixed Up. Альбом прохолодно зустрінли слухачі і він не досяг високих позицій у чартах. Єдина нова пісня «Never Enough» вийшла і у вигляді синглу. 1991 року The Cure зіграли на MTV Unplugged та отримали Brit Awards в номінації «Найкращий британський гурт». Того ж року Толхерст подав до суду на Сміта і Fiction Records, заявляючи, що він є співвласником імені «The Cure» разом зі Смітом. 1994 року суд ухвалив рішення на користь Сміта. 2000 року старі друзі помирилися і Толхерст навіть відвідав деякі концерти The Cure. Попри тривали судові розгляди гурт розпочав записувати новий альбом. Альбом Wish досяг першого рядку у Великій Британії і другого в США. Сингли «High» і «Friday I'm in Love» стали міжнародними хітами. Роберт Крістгау назвав альбом найкращим у кар'єрі гурту. The Cure вчергове вирушили в світове турне Wish Tour з гуртом Cranes і випустили за його результатами два концертні альбоми Show (вересень 1993) і Paris (жовтень 1993).

### Wild Mood Swings,BloodflowersіTrilogy(1994—2002)
У період між релізом Wish і початком запису наступного альбому в гуртові знову відбулися зміни складу. Томпсон залишив гурт, щоб брати участь в концертах супергурту Page and Plant, який складався з колишніх учасників гурту Led Zeppelin Джиммі Пейджа та Роберта Планта. Борис Вільямс також залишив гурт і на його місце в 1995 році прийшов Джейсон Купер. Студійна робота над альбомом почалася в 1994 році, коли гурт складався лише з Сміта і Бемоунта. Трохи пізніше до них приєдналися Геллап, у якого були проблеми зі здоров'ям, і Роджер О'Доннелл, якого попросили повернутися в гурт в кінці року. Wild Mood Swings, виданий в 1996 році, прохолодно зустріли слухачі і він поклав кінець серії комерційно успішних записів. На початку року The Cure відіграли на кількох фестивалях в Південній Америці, після яких вирушили у світовий тур.
В 1997 році в світ вийшов другий за рахунком, після Standing on a Beach, збірник синглів Galore, до якого увійшли хіти гурту в період з 1987 по 1997 рік включно і новий сингл «Wrong Number». 1998 року The Cure записали пісню «More Than This» для саундтреку до фільму «Цілком таємно» і кавер пісні «World in My Eyes» гурту Depeche Mode для триб'ют-альбому For the Masses.
За контрактом гурт був зобов'язаний записати ще один альбом. Після комерційних невдач Wild Mood Swings і Galore Сміт вважав, що справа йде до розпаду The Cure, і тому хотів зробити серйозніший, глибокий альбом. Робота над Bloodflowers велася з 1998 року, реліз відбувся в 2000 році. За словами Сміта, він став останньою частиною в імпровізованій трилогії, в якій також значилися Pornography і Disintegration. Гурт також провів дев'ятимісячний Dream Tour, концерти якого в загальній сукупності відвідали близько одного мільйона людей. 2001 року The Cure покинули Fiction і випустили збірник Greatest Hits і DVD з найкращими кліпами. 2002 року гурт був хедлайнером на дванадцяти великих літніх фестивалях і відіграла три тривалих концерти (один в Брюсселі і два в Берліні), на яких були повністю послідовно виконані альбоми Pornography, Disintegration і Bloodflowers. Два концерти в Берліні стали основою для DVD The Cure: Trilogy, що вийшов 2003 року.

### The Cureі4:13 Dream(2003—2008)

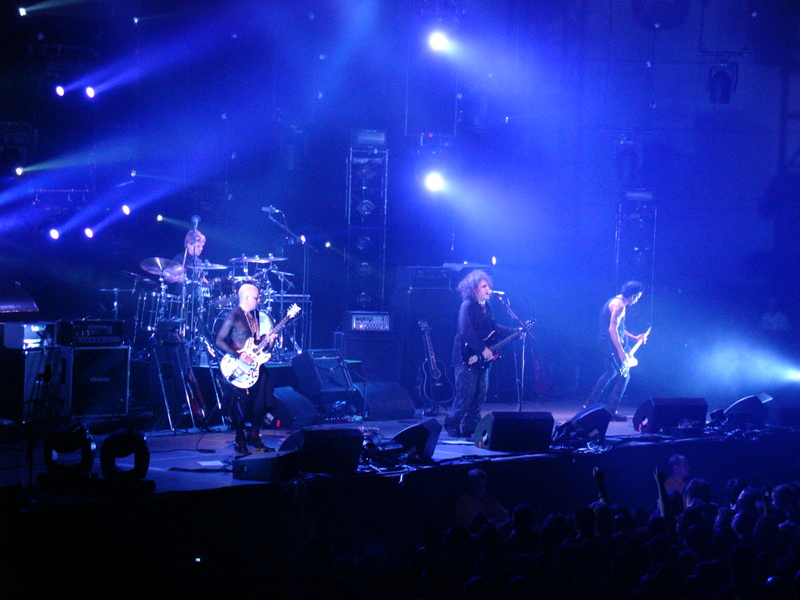
The Cure на концерті в 2008 році. Зліва направо: Джейсон Купер, Порл Томпсон, Роберт Сміт, і Саймон Геллап

У 2003 році The Cure підписали контракт з Geffen Records. 2004 року вийшов бокс-сет Join the Dots: B-Sides & Rarities 1978—2001 (The Fiction Years), що складається з чотирьох дисків. Цей збірник містив 70 пісень, у тому числі раніше не виданих, і 76-сторінковий буклет з історією гурту та кольоровими фотографіями. В тому ж році гурт видав на новому лейблі свій дванадцятий альбом, який називався просто The Cure і який записали з новим продюсером Россом Робінсоном. Альбом потрапив в Топ 10 чартів по обидві сторони Атлантики. На підтримку альбому гурт відіграв хедлайнером на Coachella Valley Music and Arts Festival в травні. З 24 липня по 29 серпня The Cure провели в США концертний тур Curiosa. На кожному концерті було обладнано дві сцени: на головній сцені грали The Cure, Interpol, The Rapture та Mogwai, а на другій сцені виступали зокрема Muse, Scarling, Меліса Ауф дер Маур та Thursday. Curiosa став одним з найуспішніших літніх фестивалів 2004 року в Америці. В тому ж році гурт здобув почесну нагороду MTV Icon і виступив на телебаченні.
В травні 2005 року Роджер О'Доннелл і Перрі Бамонте були звільнені з гурту. За словами О'Доннелла, Сміт сказав йому, що мав намір урізати гурт до трьох осіб. Раніше О'Доннелл говорив, що дізнався про дати туру тільки завдяки фан-сайту гурту. Решта членів гурту — Сміт, Геллап і Купер — кілька разів виступали як тріо, поки в червні того ж року не було оголошено про повернення до складу Порла Томпсона, який став повноцінним учасником виступів на літніх фестивалях, в тому числі на Live 8 в Парижі 2 липня. Трохи пізніше гурт записав кавер на композицію Джона Леннона «Love» для альбому Make Some Noise. 1 квітня 2006 The Cure виступили в Альберт-холі на благодійному концерті організації Teenage Cancer Trust. Це був останній виступ гурту в тому році. В грудні вийшов концертний DVD The Cure: Festival 2005, що містить тридцять пісень з турне 2005 року.
The Cure розпочали записувати матеріал для свого тринадцятого альбому в 2006 році. Спочатку Сміт планував записати подвійний альбом. В серпні, в самий останній момент, гурт оголосив, що в зв'язку з роботою над альбомом їх осіннє північноамериканське турне переноситься з осені 2007 року на весну 2008 року. Альбом 4:13 Dream вийшов восени 2008 року і отримав змішані відгуки як у пресі, так і серед фанатів. Перед релізом платівки The Cure випускали по одному синглу кожне тринадцяте число з травня по серпень, а у вересні видали міні-альбом Hypnagogic States , весь дохід від якого перераховувався до фонду американського Червоного Хреста.

### Тури, новий альбом (з 2009 року)
25 лютого 2009 гурт переміг в номінації Godlike Genius («Богоподібний геній») і виступив на церемонії ShockWaves NME Awards 2009 року на O2 Арені в Лондоні.
5 вересня 2011 року The Cure стали хедлайнерами фестивалю «Bestival» на острові Вайт, зігравши з клавішником Роджером О'Доннелом, що повернувся до складу. 5 грудня запис виступу вийшов як подвійний концертний альбом Bestival Live 2011. Платівка містить 32 композиції та видана на незалежному лейблі Sunday Best. Bestival Live став першим концертним альбомом гурту з 1993 року. 2012 року The Cure виступлять хедлайнерами на ряді літніх фестивалів в Європі, серед них Primavera Sound в Барселоні, Maxidrom в Москві (це перший виступ гурту в Росії), фестиваль в Роскілле та фестивалі Редінг і Лідс.
У квітні 2018 року, Роберт Сміт повідомив, що гурт працює у студії над новим альбомом, котрий має намір видати у 2019 році. «Це 40-ва роковина нашого першого альбому. Я подумав, що якщо я не видам що-небудь того року — то це кінець для мене. Я не думаю, що The Cure коли-небудь ще видасть альбом.» Повідомив Сміт.

## Відеокліпи
Ранні кліпи The Cure були низької якості, що визнавали і самі музиканти. Толхерст говорив: «Ці відео були абсолютною катастрофою; ми не були акторами і не могли донести до глядачів свою індивідуальність». Ситуація змінилася після виходу «Let's Go to Bed», першого кліпу, знятого у співпраці з режисером Тімом Поупом. Він додав до кліпів The Cure елемент гри. Як сказав Поуп в інтерв'ю Spin, він «завжди вважав, що у них є і така сторона, просто її ніколи не показували». У 1980-х Поуп постійно працював з гуртом, і його кліпи зіграли свою роль у зростанні популярності The Cure. За словами Неда Реггетта з Allmusic, його кліпи стали синонімом The Cure. Сам Поуп відгукувався про The Cure так: «Роберт Сміт дійсно розуміє камеру. Його пісні дуже кіногенічні. Я маю на увазі ось що: на першому рівні лежать всі ці дурниці й гумор, але під ними — психологічні манії і клаустрофобія Сміта».

## Музичний стиль та тематика пісень
The Cure вважаються одними з творців та найзначніших фігур пост-панку та готик-року. При цьому сам Сміт заперечував проти того, щоб його гурт асоціювали з готик-роком: «Сумно, що на нас навішують ярлик „готів“. Ми не класифікуємося. Напевно, спочатку ми грали пост-панк, але в цілому це неможливо». Сміт відгукувався про готик-рок як про «неймовірно нудну та монотонну музику. Щось заупокійне». При цьому The Cure грали і позитивну поп-орієнтовану музику. Як зазначав автор Spin, «The Cure завжди були одним з двох: або <…> Роберт Сміт плаває в готичній печалі, або своїми підведеними губною помадою пальцями награє солодкий, схожий на цукрову вату поп».
Відмінною рисою гурту є впізнаваний вокал Сміта. Сміт не володіє широким вокальним діапазоном, але використання вібрато, навмисне виділення ключових слів, зміна швидкості співу роблять спів Сміта емоційним та чуттєвим.
The Cure стали одним з перших альтернативних гуртів, хто зміг увійти в чарти та домогтися комерційного успіху, коли альтернативний рок ще не став частиною мейнстріму. 1992 року NME схарактеризував The Cure як «готичний конвеєр з виробництва хітів (на цей момент — 19), міжнародний феномен, і, проте ж, найуспішніший альтернативний гурт, що скорботно мандрує по землі». У 1980-х The Cure були успішніші, ніж такі їх сучасники, як The Smiths та Happy Mondays, хоча в 1990-х популярність гурту пішла на спад.

## Вплив
Серед гуртів, на які вплинули The Cure: The Rapture, Interpol, Bloc Party, Deftones, My Chemical Romance, The Killers, The Smashing Pumpkins, Korn, System of a Down та Hot Hot Heat. Лідер Interpol Пол Бенкс говорив: «The Cure — це група, яка вплинула на нас всіх в Interpol. У молодості я багато їх слухав. Карлос [басист Карлос Денглера] теж. По правді кажучи, його манера гри на гітарі та клавішних склалася саме під їх впливом. Що стосується мене, то Роберт Сміт був одним із прикладів: ти не можеш бути Робертом Смітом, якщо ти не Роберт Сміт. Це один з гуртів, який вплинув на Interpol найбільше, оскільки ми всі їх любимо. Вони легенди».
В Українській музиці вплив гурту The Cure відзначено такими виконавцями, як Друга Ріка, Скрябін та Latexfauna.
Пісні The Cure використовувалися в декількох десятках кінофільмів. Для фільму «Ворон» (1994) музиканти спеціально записали пісню «Burn», а для фільму «Суддя Дредд» (1995) — заголовну тему «Dredd Song». Ці пісні не виходили на альбомах і були вперше видані на збірнику Join the Dots: B-Sides & Rarities 2004 року. Пісня «Boys Don't Cry» дала назвою фільму Хлопці не плачуть, а «Just Like Heaven» — фільму Між небом та землею. В останньому фільмі заголовну пісню переспівала Кеті Мелуа. 1990 року колишній вокаліст Nosferatu Гері Кларк заснував кавер-групу The Cureheads.

## Дискографія
Студійні альбоми
- Three Imaginary Boys (1979)
- Seventeen Seconds (1980)
- Faith (1981)
- Pornography (1982)
- The Top (1984)
- The Head on the Door (1985)
- Kiss Me, Kiss Me, Kiss Me (1987)
- Disintegration (1989)
- Wish (1992)
- Wild Mood Swings (1996)
- Bloodflowers (2000)
- The Cure (2004)
- 4:13 Dream (2008)
- Songs of a Lost World (2024)

## Нагороди й номінації
| Отримані  | Отримані               | Отримані                          | Отримані             |
| Рік       | Премія                 | Категорія                         | Номінована робота    |
| --------- | ---------------------- | --------------------------------- | -------------------- |
| 1990      | Brit Awards            | «Найкраще альтернативне відео»    | «Lullaby»            |
| Номінації |                        |                                   |                      |
| Рік       | Премія                 | Категорія                         | Номінована робота    |
| 1989      | MTV Video Music Awards | «Найкраще постмодерне відео»      | «Fascination Street» |
| 1993      | Греммі                 | «Найкращий альтернативний альбом» | Wish                 |
| 2001      | Греммі                 | «Найкращий альтернативний альбом» | Bloodflowers         |

## Склад гурту

### Поточні учасники
- Роберт Сміт — вокал, гітара (1976 — дотепер)
- Саймон Геллап — бас-гітара (1979—1982, 1985 — дотепер)
- Роджер О'Доннелл — клавішні (1987—1990, 1995—2005, 2011 — дотепер)
- Перрі Бамонте — клавішні, гітара, бас-гітара (1990—2005, 2022 — дотепер)
- Джейсон Купер — ударні (1995-дотепер)
- Рівз Ґабрелс — гітара (2012 — дотепер)

## Концертні тури
| - Three Imaginary Boys Tour (1979) - Join Hands Tour (разом з Banshees) (1979) - The Future Pastimes Tour (1979—1980) - Seventeen Seconds Tour (1980) - Get A Dose Of The Cure Tour (1980) - The Primary Tour (1980) - The Picture Tour (1981) - Fourteen Explicits Moments Tour і The Pornography Tour (1982) - The Top Tour (1984) - The Head Tour (1985) - The Beach Party Tour (1986) - The Kissing Tour (1987) - The Prayer Tour (1989) - The Pleasure Trips (1990) - The Wish Tour (1992) - The Team Tour (1995) | - The Swing Tour (1996) - Summer Festivals (1998) - The Dream Tour (2000) - Summer Festivals і Trilogy (2002) - 2003 California Invasion 2003 і Charity - 2004 Summer festivals, Festival Curiosa і Gira por México - 2005 Summer Festivals - 2006 Teenage Cancer Trust - 2007—2008 4Tour - 2009 NME Awards Big Gig і Festival Coachella - 2011 Reflections і Bestival Live - SummerCure Tour (2012) - LatAm Tour, The Great Circle Tour і Autumncure Tour (2013) - Teenage Cancer Trust II (2014) |